# كابيتال تيز
كابيتال تيز Capital Teas هي علامة تجارية للشاي، مقرها في أنابوليس.
المنتج الأساسي هو أوراق الشاي والمنتجات المتعلقة بالشاي.
تأسست عام 2007.